# Municipio de Leaksville
El municipio de Leaksville (en inglés: Leaksville Township) es un municipio ubicado en el  condado de Rockingham en el estado estadounidense de Carolina del Norte. En el año 2010 tenía una población de 20.857 habitantes.

## Geografía
El municipio de Leaksville se encuentra ubicado en las coordenadas 36°30′11.5″N 79°45′4.13″O / 36.503194, -79.7511472.